# جوناثان بيل (لاعب اتحاد الرغبي)
جوناثان بيل (بالإنجليزية: Jonathan Bell)‏ هو لاعب اتحاد الرغبي بريطاني، ولد في 7 فبراير 1974 في بلفاست في المملكة المتحدة.

## وصلات خارجية
- جوناثان بيل على موقع دوري الرغبي الممتاز (الإنجليزية)
- جوناثان بيل عل موقع إسبنسكروم (الإنجليزية)
- جوناثان بيل على موقع ItsRugby.co.uk (الإنجليزية)